# Ytterplagg
Ytterplagg eller ytterkläder är kläder som är till för att bäras utomhus, utanpå innerkläderna, som skydd mot kyla, hetta, blåst eller nederbörd.
De vanligaste exemplen på ytterplagg är jacka, kappa och överrock. Även mer specialiserade plagg som anorak, vinteroverall, päls, regnkläder och termobyxor är ytterkläder. Ytterkläderna kompletteras ofta med en huvudbonad såsom hatt eller mössa, med handbeklädnad såsom handskar eller vantar och med halsduk.
Även skor och stövlar för utomhusbruk räknas ibland som del av en persons ytterkläder, även om de inte i sig är kläder.